# メンドータ駅
メンドータ駅（英語：Mendota Station）は、イリノイ州メンドータ メイン・ストリート783にある駅。全米各地を結ぶ旅客鉄道のアムトラックが乗り入れている。

## 利用可能な鉄道路線／列車
アムトラックのメンドータ駅に発着する列車は下記の通り。
シカゴとロサンゼルス間の夜行長距離列車サウスウェスト・チーフ号…1日1往復停車
シカゴとクインシー間の昼行中距離列車イリノイ・ゼファー号…1日1往復停車
シカゴとクインシー間の昼行中距離列車カール・サンドバーグ号…1日1往復停車